# 6237 Chikushi
6237 Chikushi este o planetă minoră (asteroid), cu un diametru de 37,4 km, din centura de asteroizi. A fost descoperită pe 4 februarie 1989 la Geisei observatory⁠(d) de Tsutomu Seki și a fost numită după Chikuzen Province⁠(d). 
Obiectul prezintă o orbită caracterizată de o semiaxă mare de 3,9367247 UAi, o excentricitate de 0,07, o înclinație de 5,36003 ° în raport cu ecliptica.